# Abbasanta
Abbasanta (Abbasanta in sardo; in italiano letteralmente "acqua santa") è un comune italiano di 2 557 abitanti della provincia di Oristano in Sardegna.

## Geografia fisica

### Territorio
Il comune è situato sull'altopiano omonimo, a 30 km nord-est del capoluogo di provincia, nella regione storica del Guilcer.
Il territorio di Abbasanta ha una superficie di 3.985 ettari e si trova nella parte settentrionale della provincia di Oristano. Confina a nord con Norbello, a sud con Paulilatino, a est con Ghilarza e a ovest con Santu Lussurgiu.
La morfologia è generalmente piatta con alcune colline che raggiungono i 400 metri di altitudine.
Il territorio è ricco di sorgenti anche se alcune non hanno più acqua a causa del dissesto idrogeologico.

### Clima
Il clima è mite per la mediocre altitudine, i venti dominanti sono quelli settentrionali e occidentali.

## Storia
L'attività umana antichissima è testimoniata da dolmen, tombe dei giganti e pozzi sacri rinvenuti nelle campagne dell'altopiano. Il territorio fu abitato sin dall'epoca Nuragica, e venne poi conquistato dai cartaginesi con l'invasione dell'Isola e dai romani.

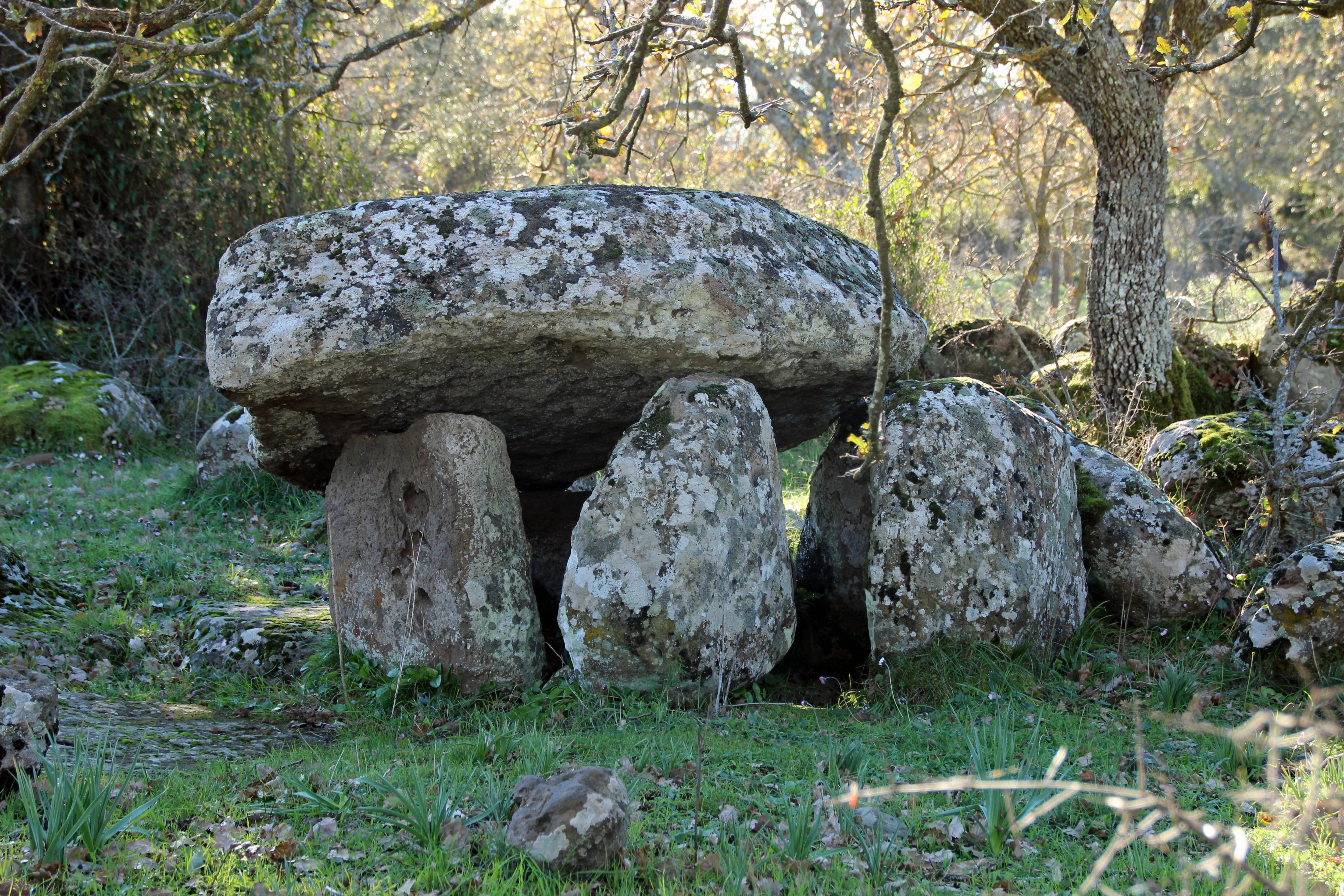
Dolmen Mesu Enas

Nel medioevo appartenne al Giudicato di Arborea e fece parte della curatoria di Guilcier, di cui fu capoluogo dopo Guilciber, villa ormai andata distrutta. Alla caduta del giudicato (1420) passò sotto il dominio aragonese, e fu incorporato nell'Incontrada di Parte Ocier Reale. Fu successivamente insieme a Paulilatino un feudo regio, amministrato cioè da funzionari della Corona e non da feudatari, e venne riscattato al demanio nel 1838 per divenire un comune amministrato da un sindaco e da un consiglio comunale.
Una parte del territorio, la Montagna Reale di Abbasanta, fu invece dal 1778 al 1840 un feudo a parte, concesso inizialmente ai Marras, passò poi ai Mura ai quali venne riscattato.

### Variazioni territoriali e di nome
- 1927: soppresso e aggregato al comune di Ghilarza;
- 1934: ricostituito con distacco delle frazioni di Abbasanta, Domusnovas Canales e Norbello dal comune di Ghilarza;
- 1946: staccata frazione di Norbello costituita in comune autonomo.

### Simboli

Stemma comunale in uso dal 1993 al 2020

Il comune di Abbasanta utilizzava fino al 2020 uno stemma concesso con DPR del 29 luglio 1993 dov'era raffigurata una quercia da sughero tra due torri, alte quanto il fusto dell'albero, mattonate di nero, chiuse, finestrate e merlate alla 
guelfa di cinque. L'attuale stemma è stato approvato con deliberazione del Consiglio comunale e concesso con decreto del presidente della Repubblica del 13 febbraio 2020.
Le torri della precedente versione sono sostituite dalla rappresentazione del Nuraghe Losa. Confermata, invece, la presenza della quercia da sughero.
Il gonfalone è un drappo partito di rosso e di verde.

## Monumenti e luoghi d'interesse

### Architetture religiose
- Chiesa parrocchiale di Santa Caterina d'Alessandria
- Chiesa di Sant'Antonio
- Chiesa di Sant'Amada
- Chiesa di Santa Maria
- Chiesa campestre di Sant'Agostino

### Architetture civili
- Casa Aragonese in via S. Caterina 25 citata nel Catalogo generale dei Beni Culturali e SardegnaCultura

### Siti archeologici
- Nuraghe Losa
- Nuraghe Zuras
- Dolmen Mesu Enas

## Società

### Evoluzione demografica
Abitanti censiti

### Etnie e minoranze straniere
Al 31 dicembre 2019 gli stranieri residenti nel comune di Abbasanta in totale sono 68, pari al 2,62% della popolazione.
Le nazionalità maggiormente rappresentate sono:

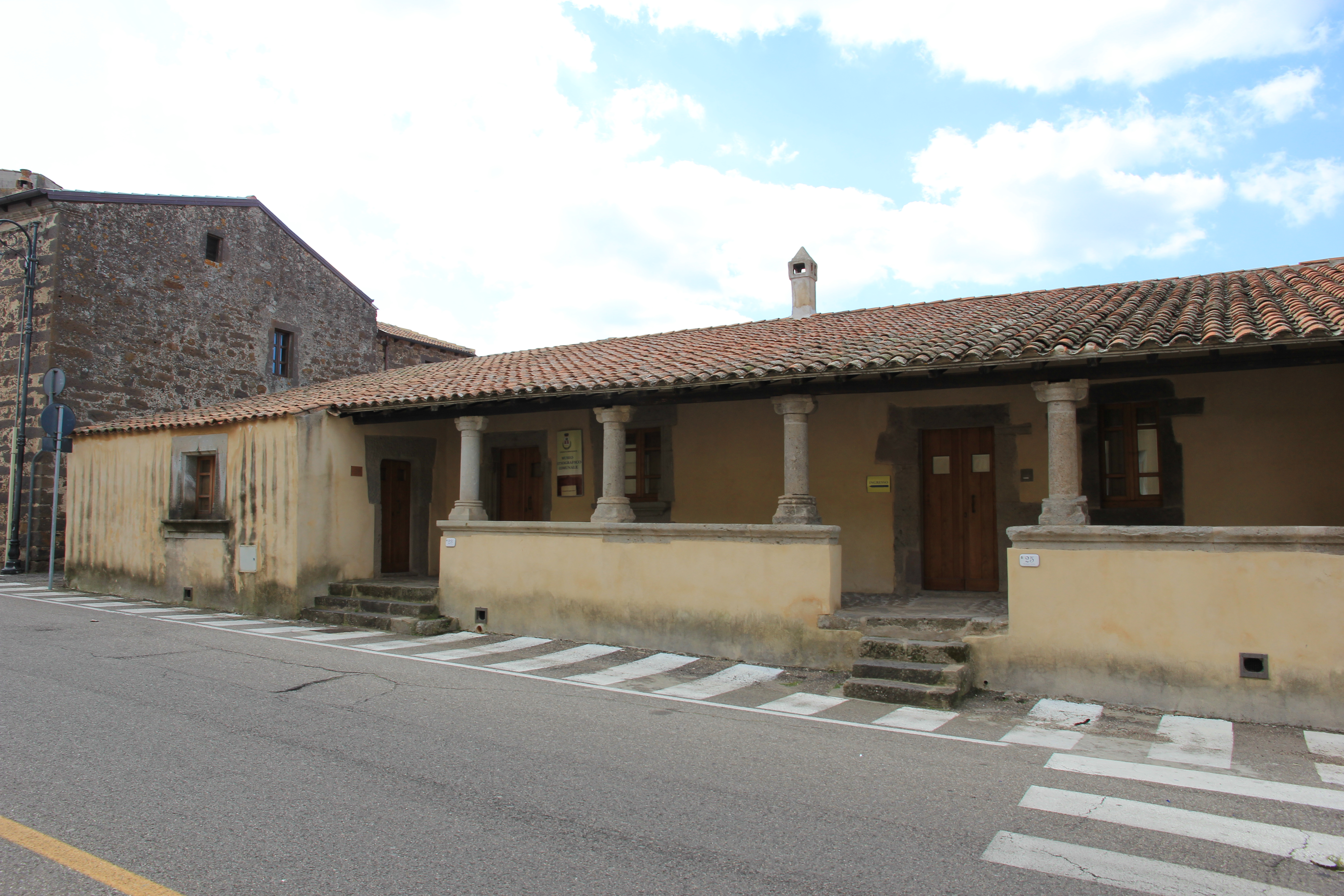
Il Museo etnografico comunale

| Pos. | Cittadinanza | Popolazione |
| ---- | ------------ | ----------- |
| 1    | Marocco      | 39          |
| 2    | Romania      | 11          |
| 3    | Polonia      | 5           |
| 4    | Algeria      | 5           |

### Lingue e dialetti
La variante del sardo parlata ad Abbasanta è il logudorese centrale o comune, anche se presenta una lieve differenziazione dalla parlata tipica logudorese.

### Istituzioni, enti e associazioni
Ad Abbasanta ha sede il CAIP (Centro addestramento e istruzione professionale) della Polizia di Stato, centro all'avanguardia per l'istruzione dei servizi scorte e sicurezza, per la formazione di polizie straniere e sede, soprattutto in passato, di stages del NOCS e di altre forze speciali di polizia europee ed extraeuropee; all'interno ospita anche il Reparto prevenzione crimine Sardegna e il gruppo cinofili con cani antidroga, antiesplosivo e per ordine pubblico. Abbasanta ospita anche un reparto speciale dell'Arma dei carabinieri: lo Squadrone eliportato carabinieri cacciatori "Sardegna".

## Economia
La costruzione della Strada Statale 131 ha dato grande impulso alle attività commerciali e alle comunicazioni del paese. Oggi, l'economia si basa sul piccolo artigianato (lavorazione di metalli e sughero), i servizi, e l'agro-pastorale, con le aree verdi fortemente dedicate all'allevamento bovino e ovino.

## Infrastrutture e trasporti

### Strade
Abbasanta è collegata con due arterie stradali importanti: la SS 131, facente parte della strada europea E25, e la SS 131 DCN.

### Ferrovie
Abbasanta è attraversata dalla linea ferroviaria Cagliari-Golfo Aranci, ed è servita dalla stazione di Abbasanta, situata nella parte occidentale dell'abitato. L'impianto è inoltre un centro intermodale passeggeri, vi ha infatti sede un terminal per le autolinee interurbane, espletate dall'ARST e da altri vettori locali.

## Amministrazione
| Periodo         | Periodo         | Primo cittadino | Partito                             | Carica  | Note   |
| --------------- | --------------- | --------------- | ----------------------------------- | ------- | ------ |
| 23 aprile 1995  | 16 aprile 2000  | Fernando Pinna  | centro                              | Sindaco | [ 17 ] |
| 16 aprile 2000  | 8 maggio 2005   | Stefano Pinna   | liste civiche di centro-sinistra    | Sindaco | [ 18 ] |
| 8 maggio 2005   | 30 maggio 2010  | Stefano Sanna   | lista civica                        | Sindaco | [ 19 ] |
| 30 maggio 2010  | 31 maggio 2015  | Stefano Sanna   | lista civica "Proseguiamo Uniti"    | Sindaco | [ 20 ] |
| 31 maggio 2015  | 26 ottobre 2020 | Stefano Sanna   | lista civica "Comunità e Progresso" | Sindaco | [ 21 ] |
| 26 ottobre 2020 | in carica       | Patrizia Carta  | lista civica "Progetto Abbasanta"   | Sindaco | [ 22 ] |

## Sport

### Calcio
La squadra di calcio della città è la GSD Abbasanta che milita nel girone B sardo di Promozione. I colori sociali sono il rosso ed il nero.